# Luis d’Antin

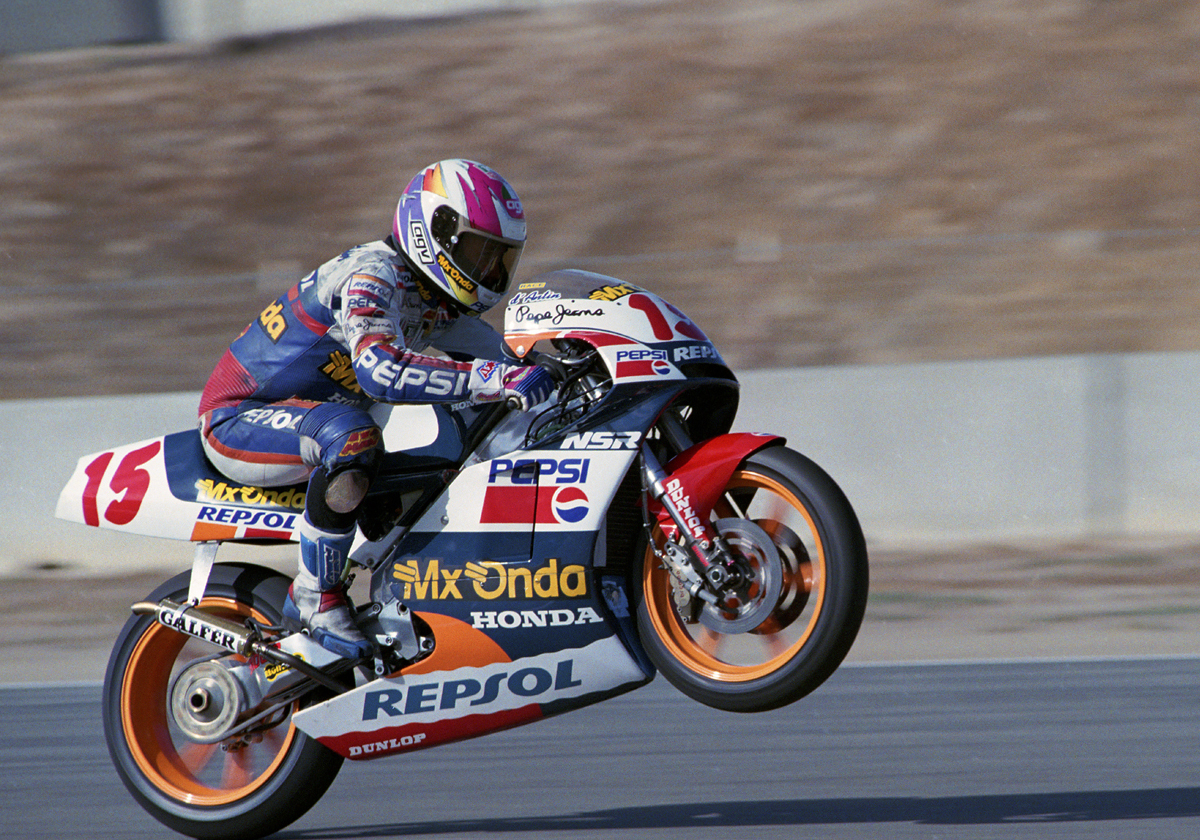
d’Antin beim Großen Preis der USA 1994 in Laguna Seca

Luis d’Antin (* 2. Januar 1963 in Madrid) ist ein ehemaliger spanischer Motorradrennfahrer und Teamchef in der Motorrad-Weltmeisterschaft.

## Karriere

### Als Rennfahrer
Luis d’Antin begann seine Karriere, wie viele andere große Grand-Prix-Piloten, bereits in sehr jungen Jahren beim Motocross.
Später wechselte er in den Straßenrennsport und nahm an der spanischen Meisterschaft in der 125-cm³- und der Supersport-Klasse teil. Im Jahr 1991 gewann er auf einer Honda die Supersport-Europameisterschaft und die spanische Supersport-Meisterschaft.
Im Jahr 1992 wechselte d’Antin in die 250-cm³-Klasse der Motorrad-Weltmeisterschaft, wo er bis 1998 zuerst auf Honda und später auf Yamaha startete. Seine beste Saison hatte er 1996, als er mit einem zweiten Platz in Österreich und einem dritten Rang beim Grand Prix von Malaysia mit 138 Punkten den sechsten Gesamtrang belegte.

### Als Teamchef
Nach dem Ende seiner aktiven Karriere gründete d’Antin sein eigenes Team. Von 1999 bis 2001 startete man in der 250-cm³-Klasse. Im Jahr 2002 wechselte D’Antin MotoGP dann in die neu geschaffene MotoGP-Klasse. In den Saisons 2002 und 2003 setzte man Yamaha-Maschinen ein, seit 2004 startet das Team mit Ducati-Motorrädern, mittlerweile unter dem Namen Pramac Racing. Luis d’Antin selbst verließ das Team 2008.

## Titel
- Supersport-Europameister: 1991
- Spanischer Supersport-Meister: 1991, 1992
- Spanischer 250-cm³-Meister: 1992, 1993, 1994